# Berglandet
Berglandet är en holme i Vårdö kommun på Åland (Finland). Den är en av Hulkarörarna i den östra delen av kommunen, nära gränsen till Kumlinge. Berglandet har Alskäret i öster, Notskär i söder och Stengrundet i norr. I väster ligger fjärden Delet. Högsta punkten är 8 meter över havet. Terrängen består av klipphällar med lågväxt buskvegetation.
Öns area är 6,1 hektar och dess största längd är 420 meter i sydväst-nordöstlig riktning.